# Seong-Jin Cho
Seong-Jin Cho (en coréen 조성진 (Cho Seong-jin ou Jo Sung-jin)), né le 28 mai 1994 à Séoul, est un pianiste sud-coréen.
Il a remporté le premier prix au 17e Concours international de piano Frédéric-Chopin (2015).

## Biographie
Seong-Jin Cho a effectué sa scolarité à l'école Yewon et au lycée d'Arts de Séoul. Au Conservatoire de Paris, il a été élève de Michel Béroff dont il est aujourd'hui l' « époustouflant disciple ».
Il a remporté le Concours international Frédéric-Chopin pour jeunes pianistes (2008) et le Concours international de piano d'Hamamatsu (en), au Japon (2009), ainsi que le troisième prix au Concours international Tchaïkovski en Russie (2011) et au Concours international de piano Arthur-Rubinstein à Tel Aviv (2014). Il a joué en concert avec l’Orchestre du théâtre Mariinsky (dirigé par Valeri Guerguiev), l'Orchestre philharmonique de Radio France, l'Orchestre symphonique de la radio de Prague, l'Orchestre philharmonique de Séoul (tous avec Myung-Whun Chung), l'Orchestre symphonique de la Radiodiffusion bavaroise à Munich (dir. Lorin Maazel) et l'Orchestre philharmonique de l'Oural (en) (dir. Dmitri Liss), l'Orchestre symphonique allemand de Berlin  (dir. Marek Janowski), l'Orchestre national de Russie (dir. Mikhaïl Pletnev), l'Orchestre de chambre de Bâle et l'Orchestre Métropolitain de Montréal (dir. Yannick Nézet-Séguin). 
Il a effectué des tournées au Japon, en Allemagne, en France, en Russie, en Pologne, en Israël, en Chine et aux États-Unis. Il a joué à l'Opéra de Tokyo, à Osaka, au Conservatoire Tchaïkovski de Moscou et au Théâtre Mariinsky de Saint-Pétersbourg, notamment avec des récitals. Il a participé à de nombreux festivals européens, notamment à Saint-Pétersbourg, Moscou, Duszniki-Zdrój et Cracovie, ainsi que des festivals à New York et Castleton. En tant que musicien de chambre, il a été invité à travailler avec la violoniste Kyung-Wha Chung.

## Prix remportés
- 2008 - Concours international Frédéric-Chopin de jeunes pianistes (Moscou) - Premier prix
- 2009 - Concours international de piano d'Hamamatsu (en) - Premier prix
- 2011 - Concours international Tchaïkovski (piano) - médaillé de bronze (troisième prix)
- 2014 - Concours international de piano Arthur Rubinstein - Troisième prix
- 2015 - Concours international de piano Frédéric-Chopin - Premier prix

## Discographie
- 2015 – Chopin : Préludes, et sonate no 2 (concert, Varsovie octobre 2015, DG) (OCLC 931069277)
- 2016 – Chopin : Concerto pour piano no 1, Quatre ballades - London Symphony Orchestra, dir. Gianandrea Noseda (juin/septembre 2016, SACD DG)
- 2017 - Debussy : Images I et II, Children's Corner, Suite bergamasque, L'isle joyeuse (DG)